# Billabong
Billabong es una empresa australiana de ropa deportiva.

## Historia
Billabong se creó en 1973 en la Costa de Oro de Queensland, Australia, y su fundador fue Gordon Merchant. La compañía comenzó fabricando trajes de baño para la práctica del surf profesional así como bañadores para el ocio. En vista de los buenos resultados y de la gran reputación local que se fraguó, en 1977, Billabong comenzó a fabricar varios tipos de ropa con influencia surfera como camisetas o pantalones.
En 1983 la compañía australiana irrumpió en el mercado estadounidense y se estableció en 1985 en Nueva Zelanda, en 1987 en Europa y en 2001 en Iberoamérica con Brasil como principal país de distribución.

## Billabong hoy
Billabong hoy en día está presente en más de 100 países repartidos en Norteamérica, zona caribeña, Suramérica, Europa, Oriente Medio, Asia, África y Australia. Tiene, a fecha de junio de 2004, 1.386 empleados en todo el mundo. Sus bases de manufactura de productos residen en países dispares como China, Vietnam, Australia, Corea del Sur, Fiyi , México y actualmente en Chile, en ciudad de Antofagasta.
Una de sus mayores centrales de distribución se encuentra en Hong Kong, que proporciona la mayoría del material a Oceanía y también en Perú por la calidad de la materia prima.
El grupo Billabong International facturó en 2005 más de mil millones de dólares. El 30 de junio de 2005 las ventas sumaban 841 millones de dólares. En estas ventas entran las cuatro compañías que fueron adquiridas en propiedad por el grupo Billabong International: Element, Von Zipper, Honolua y Kustom.
El 2 de febrero de 2025, Liberated Brands, empresa matriz de las tiendas de Billabong en Estados Unidos, se acogió al Capítulo 11 de la Ley de Quiebras de los Estados Unidos, enumerando activos y pasivos de entre 100 millones y 500 millones de dólares. La compañía anunció el cierre de todas las tiendas restantes de Billabong en Estados Unidos, y las ventas de liquidación comenzaron una semana antes de la quiebra.

## Equipo Billabong
El equipo de Billabong está dividido en:
- Surf: Andy Irons (campeón del mundo de surf en 2002, 2003 y 2004 y fallecido en 2010), Joel Parkinson, Taj Burrow, Mark Occhilupo, Italo Ferreira, Griffin Colapinto, Ethan Ewing y Shane Dorian, entre otros.
- Skate: su principal estrella es el skater profesional estadounidense Bucky Lasek. Otros patinadores del amplio equipo Billabong son Ali Cairns o Chad Bartie.
- Snowboard: Andrew Crawford, Kale Stephens o Marius Otterstadt, entre otros muchos.

Billabong patrocina también tres eventos del campeonato del mundo de surf Foster's ASP World Tour. El evento estrella de Billabong es el Billabong Pro Teahupoo, en Tahití. Las olas de Teahupoo se consideran las más peligrosas del mundo. Los otros dos eventos son el Billabong Pro Jeffreys Bay, en Sudáfrica y el Billabong Pro Mundaka, en España. A partir de 2007 patrocinará también la última y más importante prueba del campeonato que se celebra en Pipeline (Hawái).
Fuera del campeonato del mundo de surf profesional, Billabong patrocina eventos como el Billabong XXL (campeonato de la ola más grande del mundo), el World Junior Championships para niños y el Billabong Jack McCoy Surf Film Festival 2006.
El Billabong XXL es el Proyecto Billabong Odyssey, el único en el mundo del surf. Se inició en 2001 con el objetivo de encontrar y surfear la ola de 100 pies -30,5 metros de altura- en los próximos tres años por las costas en tres expediciones anuales, dos en el hemisferio norte entre octubre y marzo y una en el hemisferio sur, entre junio y agosto. Billabong Odyssey tuvo que hacer un seguimiento y una predicción meteorológica para seguir y situar la mayor ola posible en algún lugar del Noroeste del Pacífico en Estados Unidos, Sudáfrica, Irlanda, Chile, Tasmania, islas remotas en el Pacífico Sur y Pacífico Norte.
El ganador fue el estadounidense Pete Cabrinha, por su actuación en Jaws, Maui.